# Spelfilmer av Hasselblads Fotografiska AB
År 1915 bildades en Cinematograf-avdelning inom Hasselblads Fotografiska AB, pådrivet av Nils Bouveng, och den 15 maj samma år anlände regissören Georg af Klercker till Göteborg. Den sommaren spelade man in fyra filmer, alla regisserade av af Klercker som även spelade huvudrollen i I minnenas band. Filmerna fick god kritik och blev mycket populära både i Göteborg och Stockholm varför man året därpå byggde en stor filmateljé på Otterhällan i centrala Göteborg, för att kunna producera ännu fler filmer. Filmateljén stod färdig i maj 1916. I denna ateljé kom man att spela in många framgångsrika spelfilmer, många skrivna av af Klercker själv, eller av hans fru Selma Wiklund af Klercker. År 1916 spelades inte mindre än 14 filmer in och året därpå 10 stycken.
År 1918 slogs Hasselblads Cinematografiska avdelning samman med Pathé Frères svenska filial, Victorias Filmbyrå, Biograf AB Victoria, Svea films och Biograf AB Sverige. Det nya bolaget Filmindustri AB Skandia beslutade att förlägga all sin verksamhet till Stockholm.
Företaget Hasselblads Fotografiska AB och senare Victor Hasselblad AB fortsatte att producera film, men inte spelfilm, utan reklam- och reportagefilmer.

## Lista med spelfilmer

### 1915
- Rosen på Tistelön
- I kronans kläder: Lustspel i 2 akter

### 1916
- Calles nya kläder
- Ministerpresidenten
- Kärleken segrar
- I minnenas band
- Calle som miljonär
- Fången på Karlstens fästning
- Aktiebolaget Hälsans gåva
- Bengts nya kärlek eller Var är barnet?
- Vägen utför eller Lastens slavinnor
- Högsta vinsten
- Svärmor på vift eller Förbjudna vägar
- Ur en foxterriers dagbok
- Nattens barn
- Trägen vinner eller Calle som skådespelare

### 1917
- Mysteriet natten till den 25:e
- Förstadsprästen
- Mellan liv och död
- Brottmålsdomaren
- I mörkrets bojor
- Löjtnant Galenpanna
- Ett konstnärsöde
- Revelj
- Jämtland
- För hem och härd

### 1918
- Storstadsfaror
- Nattliga toner
- Nobelpristagaren
- Fyrvaktarens dotter
- Ur en foxterriers dagbok II

I John Botvids självbiografi från 1953 nämns även titlarna Mästerkatten i stövlar (1918),  Surrogatet (1919) och Hemsöborna (1919). Alla dessa distribuerades av Filmindustri AB Skandia, men spelades delvis eller helt in i Göteborg av Hasselblads filmstudio. Han nämner även filmen Det finns inga gudar på jorden, men det är oklart vilken film detta avser.